# علی‌اکبر قاسمی
علی‌اکبر قاسمی (زادهٔ ۱۳۳۳ ناور ولایت غزنی) سیاستمدار افغانستان و نمایندهٔ مردم ولایت غزنی در دوره‌های پانزدهم و شانزدهم مجلس نمایندگان است. وی در مجلس شانزدهم نمایندگان افغانستان عضو کمیسیون امور دفاعی و تمامیت ارضی می‌باشد.

## زندگی‌نامه
علی‌اکبر قاسمی زادهٔ ۱۳۳۳ از ولسوالی ناور ولایت غزنی می‌باشد. ایشان تحصیلات ابتدایی خود را در لیلهٔ کوچی‌ها در غزنی، سال ۱۳۴۲ به پایان رسانید و به مدت ۲ سال نیز در مکتب نظامی پلچرخی کابل نیز تحصیل کرد. وی عضو شورای اتفاق اسلامی بود و در سال ۱۳۵۸ وارد حزب وحدت اسلامی مردم افغانستان شد.

## دیگر فعالیت‌ها
دیگر فعالیت‌های ایشان:
- قومندان فرقهٔ ۱۴ اردوی ملی افغانستان.